# Ignatius Scoles
Compléments
Scoles est l'architecte de l'Hotel de Ville de Georgetown (Guyana)
Ignatius Cory Scoles, né le 1er décembre 1834 à Hammersmith (Londres) et décédé le 15 juillet 1896 à Georgetown (Guyana) était un prêtre jésuite anglais, missionnaire en Guyane britannique. Il est surtout connu comme architecte de plusieurs célèbres bâtiments de Georgetown, dont l’hôtel de ville.  

## Biographie
Né le 1er décembre 1834 à Hammersmith, un quartier septentrional du grand Londres, Ignatius Scoles est le fils de l’architecte Joseph J. Scoles, alors occupé à construire l’église Saint-Ignace de Preston (Lancashire). Par ailleurs son père œuvra beaucoup pour la Compagnie de Jésus, ce qui explique le prénom d’Ignace’ (pour saint Ignace de Loyola) qu’il donna à son fils.  Il fit ses études secondaires à Stonyhurst.
Tout semblait le destiner à une carrière d’architecte. En 1856, le jeune Scoles est déjà élu comme ‘Associate’ de l’institut royal des architectes britanniques’ Cependant l’appel à la vie religieuse est plus fort : le 9 octobre 1860 le jeune Ignace entre au noviciat de la Compagnie de Jésus. En septembre 1866 il est ordonné prêtre et deux ans plus tard il part comme missionnaire en Guyana, alors britannique. 
En Guyane, comme tout missionnaire, Scoles est engagé dans le travail pastoral et l’enseignement. Il est également vicaire de la cathédrale Sainte-Marie. Son intérêt pour l’architecture n’a pas diminué cependant et lorsque la municipalité de Georgetown organise un concours pour la construction de l’hôtel de ville, c’est le projet du père Scoles qui est primé. Il en supervise la construction. L’hôtel de ville, un bâtiment néogothique est inauguré en 1889. C’est aujourd’hui un des bâtiments les plus célèbres de la capitale de Guyana : par deux fois (en 1969 et 1985) il illustra des timbres-poste du pays.
Auparavant Scoles avait dessiné la tour de la cathédrale Sainte-Marie, construite en 1868-1871, ainsi qu’une grande partie de son mobilier intérieur : maître-autel, ambon, sanctuaire, etc 
Le père Scoles rentre dans son pays natal, la Grande-Bretagne en 1874. Il y passe six ans mais en 1880 il est de retour en Guyane. Ailleurs dans les Caraïbes il dessine également la cathédrale de Castries (Sainte-Lucie), construite en 1894, et le couvent des ursulines de Barbade.   
Également écrivain il rassembla en un livre une série d’articles plus ou moins autobiographiques sur la vie en Guyane, publiés dans le Guyana Times Sunday Magazine. Son attachement pour le pays – peuples, paysages, faune et flore, coutumes et vie en général – y sont évidents. Le livre Sketches of African and Indian Life in British Guiana fut publié en 1885. 
Le père Ignatius Scoles meurt à Georgetown, le 15 juillet 1896. 

## Œuvres
- La ‘Rock Chapel’ au centre spiritual ignatien de Saint-Beuno’s, au Denbighshire (Pays de Galles), en  1866. (le jeune Ignace Scoles y était encore étudiant en théologie)
- Le clocher et l’intérieur de la cathédrale de Georgetown (Brickdam Cathedral), Georgetown (Guyane) en 1871 (cathédrale détruite en 1913)
- Réaménagement de l’église Saint-Wilfred de Preston (Lancashire), en 1878-1880.
- L’hôtel de ville de Georgetown (Guyana) en 1889.
- La cathédrale de Castries (Sainte-Lucie), en 1894.